# 塞尔索·拉莫斯州长市
塞尔索·拉莫斯州长市是巴西圣卡塔琳娜州的一个市镇。总面积93平方公里，总人口12175人，人口密度130.9人/平方公里。